# Sciopero del sesso

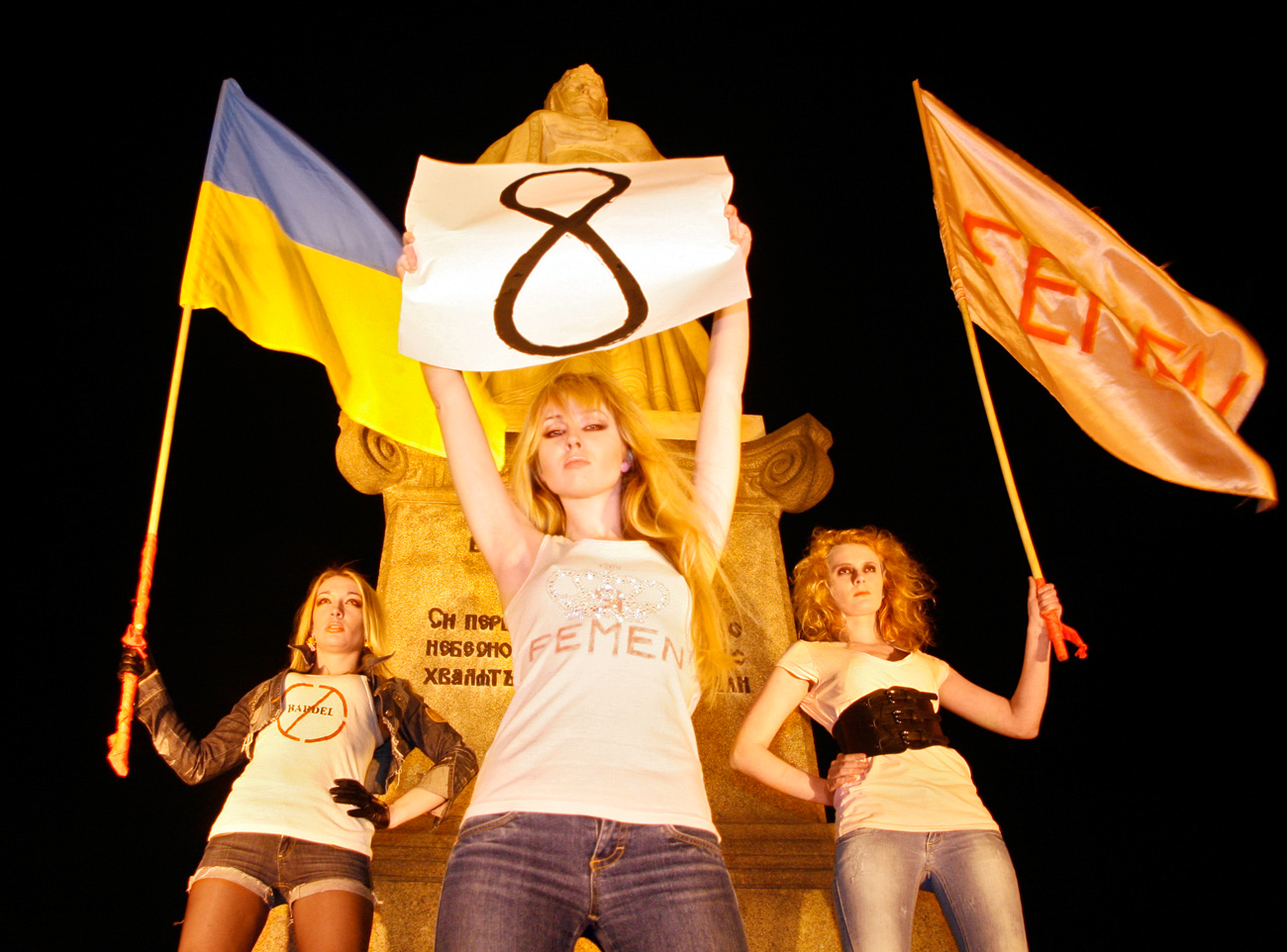
Un gruppo di FEMEN in Ucraina incita a uno sciopero del sesso per protestare contro lo sfruttamento sessuale delle donne

Lo sciopero del sesso, a volte indicato come boicottaggio del sesso, è un tipo di sciopero, un metodo di resistenza nonviolenta in cui una o più persone si astengono dal fare sesso con i propri partner per raggiungere determinati obiettivi. È una forma di astinenza sessuale temporanea. Gli scioperi del sesso sono stati organizzati nel tempo come arma di protesta riguardo a diverse tematiche, dalla guerra alla violenza delle bande criminali.

## Esempi storici

### Antica Grecia
Uno degli esempi più celebri di sciopero del sesso nell'arte è costituito da Lisistrata, una commedia contro la guerra del drammaturgo greco Aristofane. Le donne all'interno della commedia, guidate da Lisistrata, negano il sesso ai loro mariti come parte della loro strategia per porre finire alla guerra del Peloponneso e portare finalmente la pace.

### Nigeria
All'interno del popolo degli Igbo, nella Nigeria pre-coloniale, la comunità delle donne spesso si riuniva all'interno del Consiglio, una sorta di sindacato delle donne. Quest'ultimo era guidato da Agba Ekwe, "la favorita della dea Idemili e la sua manifestazione in Terra". Ekwe rappresentava l'autorità ed aveva l'ultima parola nelle assemblee e riunioni pubbliche. Tra i suoi compiti fondamentali vi era quello di assicurarsi che gli uomini si comportassero in modo adeguato, punendo i loro tentativi di molestie o abusi. Ciò che gli uomini temevano di più era il fatto che il Consiglio potesse indire uno sciopero. Secondo Ifi Amadiume, un antropologo studioso degli Igbo: "L'arma più potente a disposizione del Consiglio usata contro gli uomini era il diritto di poter incitare scioperi di massa e manifestazioni da parte di tutte le donne. Quando veniva loro ordinato di scioperare, le donne si rifiutavano di adempiere agli obblighi e ai ruoli che la società si aspettava da parte loro, inclusi tutti gli obblighi domestici, sessuali e materni. Erano solite abbandonare la città en masse, portando con sé soltanto gli infanti. Se abbastanza arrabbiate, si sa che fossero solite attaccare ogni uomo che incontravano".

### Storia del mondo e preistoria
Nel citare altri esempi di scioperi indetti dalle donne nelle società di cacciatori-raccoglitori e in altre tradizioni pre-coloniali nel mondo, alcuni antropologi sostengono che sia stato proprio grazie a queste forme di solidarietà — specialmente le resistenze collettive contro la possibilità di venir stuprate — che il linguaggio, la cultura e la religione si sono instaurati nella nostre specie. Questa ipotesi controversa sull'origine dell'uomo è nota come "teoria delle Female cosmetic coalitions" (FCC), "teoria di Lisistrata" o "teoria dello sciopero del sesso".

## Storia moderna

### Colombia
Nell'ottobre del 1997, il capo delle forze militari della Colombia, il generale Manuel Bonnet, incitò pubblicamente a uno sciopero del sesso le mogli e fidanzate dei guerriglieri della sinistra politica, dei trafficanti di droga e dei paramilitari come parte di una strategia — insieme ad azioni diplomatiche — volta ad ottenere un cessate il fuoco. Inoltre il sindaco di Bogotà, Antanas Mockus, dichiarò la capitale, per una notte, una zona per sole donne, suggerendo agli uomini di rimanere a casa per riflettere sulla violenza. I guerriglieri derisero le iniziative, facendo notare che erano presenti oltre 2 000 donne nell'esercito. Alla fine il cessate il fuoco venne raggiunto, ma durò solo per un breve periodo.
Nel settembre del 2006, dozzine di moglie e fidanzate di membri delle gang di Pereira, in Colombia, diedero il via a uno sciopero del sesso che era chiamato La huelga de las piernas cruzadas ("lo sciopero delle gambe incrociate") per contenere la violenza delle gang criminali, in risposta alla morte di 480 persone a causa di quest'ultima nella regione del caffè. Secondo la portavoce Jennifer Bayer, l'obiettivo preciso dello sciopero era quello di obbligare i membri delle gang a consegnare le proprie armi in rispetto della legge. Secondo loro, molti membri delle bande criminali prendevano parte ad episodi di violenza per questioni di status e di attrattiva sessuale, e pertanto lo sciopero serviva a trasmettere il messaggio che rifiutarsi di consegnare le armi non era "sexy". Nel 2010, i tassi di mortalità per omicidio della città subirono il calo più significativo all'interno della Colombia, fino al 26,5%.
Nel giugno del 2011, le donne organizzatesi nel Crossed Legs Movement ("movimento delle gambe incrociate") dell'isolata città di Barbacoas, nella Colombia sudoccidentale, iniziarono uno sciopero del sesso per fare pressione sul governo ed indurlo a riparare la strada che collegava Barbacoas alle città vicine. Le donne dichiararono che, se gli uomini non si fossero decisi a prendere un'iniziativa concreta, si sarebbero rifiutate di fare sesso con loro. Gli uomini di Barbacoas inizialmente non mostrarono alcun supporto per l'iniziativa, ma presto si unirono alla protesta. Dopo 112 giorni di sciopero, nell'ottobre del 2011, il governo colombiano promise di intervenire sul problema della riparazione delle strade, a cui seguì l'inizio dei lavori.

### Filippine
Durante l'estate del 2011, le donne dell'isola di Mindanao imposero uno sciopero del sesso di varie settimane nel tentativo di porre fine alle continue lotte tra i loro due villaggi.

### Italia
Durante le preparazioni della vigilia di Capodanno, nel 2008, centinaia di donne napoletane hanno giurato che avrebbero fatto "dormire sul divano" i propri mariti e compagni a meno che non avessero preso serie iniziative per impedire che i fuochi d'artificio causassero gravi danni alle persone.

### Kenya
Nell'aprile del 2009, un gruppo di donne keniote organizzò uno sciopero del sesso di una settimana rivolto alla classe politica, nel tentativo di porre fine al rapporto di potere conflittuale tra il presidente Mwai Kibaki e il primo ministro Raila Odinga. Il gruppo di attiviste incoraggiò a partecipare anche le mogli del presidente e del primo ministro, offrendo inoltre alle prostitute del paese di ripagare i loro guadagni persi se avessero deciso di partecipare anche loro.

### Liberia

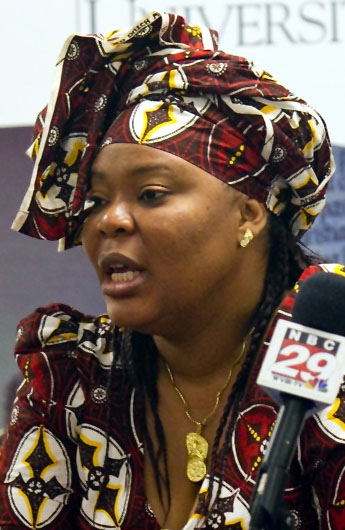
Leymah Gbowee, premiata col premio Nobel per la pace nel 2001

Nel 2003, Leymah Gbowee e il movimento pacifista Women of Liberia Mass Action for Peace hanno organizzato una protesta nonviolenta che ha incluso uno sciopero del sesso. Le loro proteste portarono alla pace in Liberia dopo una guerra civile durata 14 anni e all'elezione di Ellen Johnson Sirleaf, la prima donna a diventare presidente del paese. Nel 2011, è stato conferito a Leymah Gbowee e ad altre donne il premio Nobel per la pace "per la loro lotta non violenta per la sicurezza delle donne e per i diritti di partecipazione delle donne in un processo di pace".

### Sudan del Sud
Nell'ottobre del 2014, Pricilla Nanyang, una politica del Sudan del Sud, ha organizzato un incontro tra le attiviste pacifiste nella capitale Giuba "per far progredire la causa della pace, della guarigione e della riconciliazione". Le presenti hanno incitato le donne del Sudan del Sud a "negare ai propri mariti i diritti coniugali finché non si impegneranno a far sì che la pace ritorni".

### Togo
Nel 2012, ispirata dallo sciopero del sesso in Liberia del 2003, la coalizione togolese all'opposizione Sauvons le Togo ha chiesto alle donne di astenersi dal sesso per una settimana come forma di protesta contro il presidente Faure Gnassingbé, la cui famiglia era stata al potere per oltre 45 anni. Lo sciopero aveva l'obiettivo di "motivare gli uomini che non sono coinvolti nel movimento politico a inseguire i suoi obiettivi". Il leader dell'opposizione Isabelle Ameganvi ha visto la protesta come una potenziale "arma da battaglia" per raggiungere un cambiamento politico.